# Collège d'enseignement technique
Pour les articles homonymes, voir CET.
Le collège d'enseignement technique (CET) est un établissement scolaire français destiné à l'apprentissage de 1959 à 1975.
En 1959, dans le cadre de la « réforme Berthoin », le gouvernement français décide de transformer les centres d'apprentissage (CA) en collèges d'enseignement technique (CET) qui deviendront à leur tour des lycées d'enseignement professionnel en 1975 (réforme Haby du 11 juillet 1975), puis des lycées professionnels en 1985.